# Файзулин, Виктор Игоревич
Ви́ктор И́горевич Файзу́лин (род. 22 апреля 1986, Находка, Приморский край) — российский футболист, выступал на позиции полузащитника. Заслуженный мастер спорта России (2008). Трёхкратный чемпион России в составе «Зенита», обладатель Кубка России, Кубка УЕФА (2007/2008) и Суперкубка УЕФА (2008).

## Биография

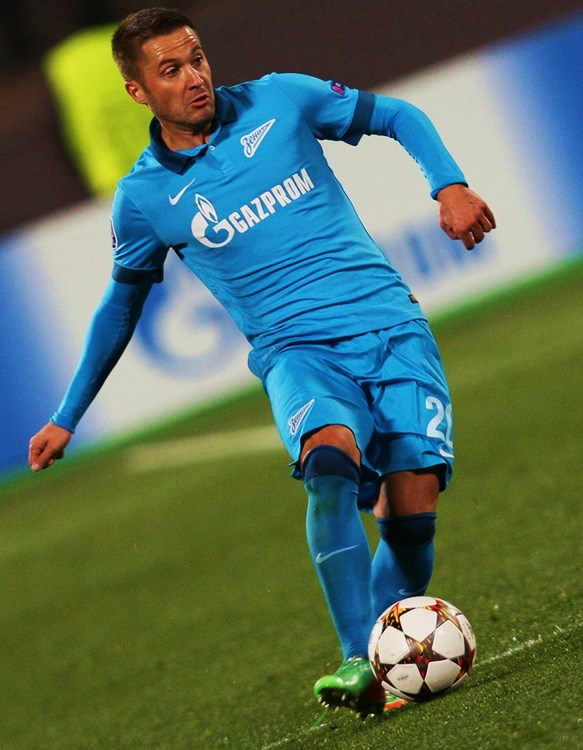
Файзулин в составе «Зенита»

Воспитанник ДЮСШ города Находка (первый тренер — Р. Н. Адильев). Дебютировал за «Океан» в 2004 году, сыграв 9 матчей. После первого сезона перешёл в хабаровский CКА, где отыграл два сезона под руководством Сергея Горлуковича. За этот период провёл на поле 51 матч и забил 8 голов. В 2007 году выступал за «Спартак-Нальчик», тренером которого был Юрий Красножан. Сыграл 28 матчей в чемпионате, забил 3 гола и был признан одним из лучших молодых игроков чемпионата. В ноябре этого же года подписал 3-летний контракт с петербургским «Зенитом». По данным портала Transfermarkt.de переход полузащитника обошёлся клубу в 2 млн евро.
Дебютировал за «Зенит» 13 февраля 2008 года в матче 1/16 финала Кубка УЕФА против «Вильярреала». В ответном матче полуфинала Кубка УЕФА против «Баварии» забил один из четырёх мячей в ворота Оливера Кана.
Основная позиция на поле — центральный атакующий полузащитник.
В домашней встрече против «Кубани», прошедшей 20 октября 2012 года, Файзулин, выйдя на замену, провёл свой сотый матч за «Зенит» в чемпионатах России, набрав за этот период 16+16 очков по системе «гол+пас».
20 августа 2014 года, выйдя в стартовом составе «Зенита» в игре против бельгийского «Стандарта», провел свой 50-й матч за клуб в еврокубках. Зимой — весной 2015 года восстанавливался после артроскопии колена.
Летом 2015 года «Зенит» продлил контракт с Файзулиным до 2018 года. Постоянные проблемы с коленом привели к тому, что с тех пор он сыграл семь неполных матчей — в мае — сентябре 2015 года. В марте 2016 перенёс очередную операцию в США. По словам Андрея Аршавина у него был артрит, по словам врача сборной России Эдуарда Безуглова — артроз. 8 мая 2018 года было объявлено об уходе Файзулина из команды по окончании сезона. 13 мая объявил о завершении карьеры.
С 2015 года совместно с Олегом Самсоновым владелец строительной компании «Алгоритм Девелопмент», в октябре 2018 года основал в Санкт-Петербурге футбольный клуб «Алгоритм». С января 2021 года — спортивный директор ФК «Акрон» Тольятти.

## Карьера в сборных

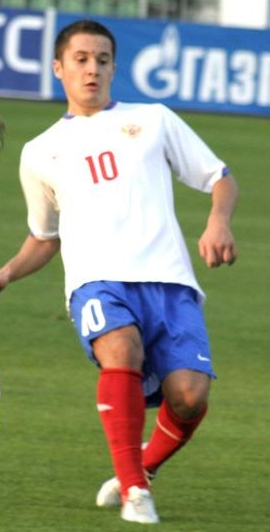
Файзулин в молодёжной сборной России

Привлекался в юниорскую (2004) и олимпийскую (2006) сборную России. С 2007 года выступал за молодёжную сборную России. Провел 7 матчей в её составе, забил 3 мяча. Также провёл 2 матча за вторую сборную России.
15 августа 2012 года сыграл свой первый матч за сборную России, выйдя в стартовом составе в товарищеском матче против сборной Кот-д’Ивуара и проведя целый матч. 7 сентября 2012 года в своём втором матче за национальную команду в рамках отборочного турнира чемпионата мира 2014 года против сборной Северной Ирландии забил свой первый гол с передачи Александра Кержакова. Через четыре дня в поединке против сборной Израиля забил свой второй гол за сборную команду России, а также отдал голевую передачу на Александра Кержакова.

## Семья
14 апреля 2009 года у Файзулина и его супруги Вероники родился сын Севастьян. После рождения сына Виктор сделал татуировку с его именем. 31 октября 2013 родилась дочь Мирра.

## Статистика

### Клубная
| Выступление      | Выступление      | Выступление      | Лига | Лига | Кубок | Кубок | Суперкубок | Суперкубок | Еврокубки | Еврокубки | Итого | Итого |
| Клуб             | Лига             | Сезон            | Игры | Голы | Игры  | Голы  | Игры       | Голы       | Игры      | Голы      | Игры  | Голы  |
| ---------------- | ---------------- | ---------------- | ---- | ---- | ----- | ----- | ---------- | ---------- | --------- | --------- | ----- | ----- |
| Океан            | II дивизион      | 2004             | 9    | 0    | 0     | 0     | —          | —          | —         | —         | 9     | 0     |
| Океан            | Итого            | Итого            | 9    | 0    | 0     | 0     | 0          | 0          | 0         | 0         | 9     | 0     |
| СКА-Энергия      | I дивизион       | 2004             | 17   | 6    | 2     | 0     | —          | —          | —         | —         | 19    | 6     |
| СКА-Энергия      | I дивизион       | 2005             | 14   | 1    | 1     | 0     | —          | —          | —         | —         | 15    | 1     |
| СКА-Энергия      | I дивизион       | 2006             | 20   | 1    | 1     | 0     | —          | —          | —         | —         | 21    | 1     |
| СКА-Энергия      | Итого            | Итого            | 51   | 8    | 4     | 0     | 0          | 0          | 0         | 0         | 55    | 8     |
| Спартак-Нальчик  | Премьер-лига     | 2007             | 28   | 3    | 0     | 0     | —          | —          | —         | —         | 28    | 3     |
| Спартак-Нальчик  | Итого            | Итого            | 28   | 3    | 0     | 0     | 0          | 0          | 0         | 0         | 28    | 3     |
| Зенит            | Премьер-лига     | 2008             | 24   | 6    | 1     | 0     | 1          | 0          | 11        | 1         | 37    | 7     |
| Зенит            | Премьер-лига     | 2009             | 16   | 0    | 2     | 0     | —          | —          | 4         | 1         | 22    | 1     |
| Зенит            | Премьер-лига     | 2010             | 14   | 2    | 3     | 0     | —          | —          | 5         | 0         | 22    | 2     |
| Зенит            | Премьер-лига     | 2011/12          | 34   | 4    | 2     | 1     | 0          | 0          | 10        | 1         | 46    | 6     |
| Зенит            | Премьер-лига     | 2012/13          | 24   | 6    | 2     | 0     | 1          | 0          | 8         | 1         | 35    | 7     |
| Зенит            | Премьер-лига     | 2013/14          | 26   | 3    | 2     | 0     | 1          | 0          | 9         | 0         | 38    | 3     |
| Зенит            | Премьер-лига     | 2014/15          | 14   | 0    | 1     | 0     | —          | —          | 8         | 0         | 23    | 0     |
| Зенит            | Премьер-лига     | 2015/16          | 5    | 0    | 0     | 0     | 0          | 0          | 1         | 0         | 6     | 0     |
| Зенит            | Итого            | Итого            | 157  | 21   | 13    | 1     | 3          | 0          | 56        | 4         | 229   | 26    |
| Всего за карьеру | Всего за карьеру | Всего за карьеру | 239  | 32   | 17    | 1     | 3          | 0          | 56        | 4         | 315   | 37    |

### Сборная
| Россия           | Год              | Отборочные матчи ЧМ | Отборочные матчи ЧМ | Финальные матчи ЧМ | Финальные матчи ЧМ | Отборочные матчи ЧЕ | Отборочные матчи ЧЕ | Товарищеские матчи | Товарищеские матчи | Всего | Всего |
| Россия           | Год              | Игры                | Голы                | Игры               | Голы               | Игры                | Голы                | Игры               | Голы               | Игры  | Голы  |
| ---------------- | ---------------- | ------------------- | ------------------- | ------------------ | ------------------ | ------------------- | ------------------- | ------------------ | ------------------ | ----- | ----- |
| Россия           | 2012             | 4                   | 2                   | 0                  | 0                  | 0                   | 0                   | 1                  | 0                  | 5     | 2     |
| Россия           | 2013             | 6                   | 1                   | 0                  | 0                  | 0                   | 0                   | 4                  | 1                  | 10    | 2     |
| Россия           | 2014             | 0                   | 0                   | 3                  | 0                  | 2                   | 0                   | 4                  | 0                  | 9     | 0     |
| Всего за карьеру | Всего за карьеру | 10                  | 3                   | 3                  | 0                  | 2                   | 0                   | 9                  | 1                  | 24    | 4     |

### Матчи и голы за сборную
| Матчи, голы и голевые передачи Файзулина за сборную России | Матчи, голы и голевые передачи Файзулина за сборную России | Матчи, голы и голевые передачи Файзулина за сборную России | Матчи, голы и голевые передачи Файзулина за сборную России | Матчи, голы и голевые передачи Файзулина за сборную России | Матчи, голы и голевые передачи Файзулина за сборную России | Матчи, голы и голевые передачи Файзулина за сборную России | Матчи, голы и голевые передачи Файзулина за сборную России | Матчи, голы и голевые передачи Файзулина за сборную России | Матчи, голы и голевые передачи Файзулина за сборную России |
| №                                                          | Место проведения                                           | Дата                                                       | Оппонент                                                   | Счёт                                                       | Голы                                                       | Передачи                                                   | Замены                                                     | Номер                                                      | Соревнование                                               |
| ---------------------------------------------------------- | ---------------------------------------------------------- | ---------------------------------------------------------- | ---------------------------------------------------------- | ---------------------------------------------------------- | ---------------------------------------------------------- | ---------------------------------------------------------- | ---------------------------------------------------------- | ---------------------------------------------------------- | ---------------------------------------------------------- |
| 1                                                          | «Локомотив», Москва                                        | 15 августа 2012                                            | Кот-д’Ивуар                                                | 1:1                                                        | —                                                          | —                                                          |                                                            | 20                                                         | Товарищеский матч                                          |
| 2                                                          | «Локомотив», Москва                                        | 7 сентября 2012                                            | Северная Ирландия                                          | 2:0                                                        | 1 (1:0)                                                    | —                                                          | 84'                                                        | 20                                                         | Отборочные матчи ЧМ-2014                                   |
| 3                                                          | «Рамат-Ган», Рамат-Ган                                     | 11 сентября 2012                                           | Израиль                                                    | 0:4                                                        | 1 (0:4)                                                    | 1 (0:3)                                                    | 34'                                                        | 20                                                         | Отборочные матчи ЧМ-2014                                   |
| 4                                                          | «Лужники», Москва                                          | 12 октября 2012                                            | Португалия                                                 | 1:0                                                        | —                                                          | —                                                          | 46'                                                        | 20                                                         | Отборочные матчи ЧМ-2014                                   |
| 5                                                          | «Лужники», Москва                                          | 16 октября 2012                                            | Азербайджан                                                | 1:0                                                        | —                                                          | —                                                          | 46'                                                        | 20                                                         | Отборочные матчи ЧМ-2014                                   |
| 6                                                          | «Марбелья», Марбелья                                       | 6 февраля 2013                                             | Исландия                                                   | 0:2                                                        | —                                                          | —                                                          | 57'                                                        | 20                                                         | Товарищеский матч                                          |
| 7                                                          | «Стэмфорд Бридж», Лондон                                   | 25 марта 2013                                              | Бразилия                                                   | 1:1                                                        | 1 (1:0)                                                    | —                                                          |                                                            | 20                                                         | Товарищеский матч                                          |
| 8                                                          | «Эштадиу да Луш», Лиссабон                                 | 7 июня 2013                                                | Португалия                                                 | 0:1                                                        | —                                                          | —                                                          | 21'                                                        | 20                                                         | Отборочные матчи ЧМ-2014                                   |
| 9                                                          | «Уиндзор Парк», Белфаст                                    | 14 августа 2013                                            | Северная Ирландия                                          | 0:1                                                        | —                                                          | —                                                          |                                                            | 20                                                         | Отборочные матчи ЧМ-2014                                   |
| 10                                                         | Стадион «Центральный», Казань                              | 6 сентября 2013                                            | Люксембург                                                 | 4:1                                                        | —                                                          | —                                                          |                                                            | 20                                                         | Отборочные матчи ЧМ-2014                                   |
| 11                                                         | «Петровский», Санкт-Петербург                              | 10 сентября 2013                                           | Израиль                                                    | 3:1                                                        | —                                                          | —                                                          | 46'                                                        | 20                                                         | Отборочные матчи ЧМ-2014                                   |
| 12                                                         | Стадион Жози Бартель, Люксембург                           | 11 октября 2013                                            | Люксембург                                                 | 0:4                                                        | 1(0:2)                                                     | —                                                          |                                                            | 20                                                         | Отборочные матчи ЧМ-2014                                   |
| 13                                                         | Баксель Арена, Баку                                        | 15 октября 2013                                            | Азербайджан                                                | 1:1                                                        | —                                                          | —                                                          | 46'                                                        | 20                                                         | Отборочные матчи ЧМ-2014                                   |
| 14                                                         | «Забел Стадиум», Дубай                                     | 15 ноября 2013                                             | Сербия                                                     | 1:1                                                        | —                                                          | —                                                          | 84'                                                        | 20                                                         | Товарищеский матч                                          |
| 15                                                         | «Забел Стадиум», Дубай                                     | 19 ноября 2013                                             | Республика Корея                                           | 2:1                                                        | —                                                          | —                                                          | 57'                                                        | 20                                                         | Товарищеский матч                                          |
| 16                                                         | «Кубань», Краснодар                                        | 5 марта 2014                                               | Армения                                                    | 2:0                                                        | —                                                          | —                                                          | 46'                                                        | 7                                                          | Товарищеский матч                                          |
| 17                                                         | «Петровский», Санкт-Петербург                              | 26 мая 2014                                                | Словакия                                                   | 1:0                                                        | —                                                          | —                                                          | 86'                                                        | 20                                                         | Товарищеский матч                                          |
| 18                                                         | «Уллевол», Осло                                            | 31 мая 2014                                                | Норвегия                                                   | 1:1                                                        | —                                                          | —                                                          | 57'                                                        | 20                                                         | Товарищеский матч                                          |
| 19                                                         | «Локомотив», Москва                                        | 6 июня 2014                                                | Марокко                                                    | 2:0                                                        | —                                                          | —                                                          | 45'                                                        | 20                                                         | Товарищеский матч                                          |
| 20                                                         | «Арена Пантанал», Куяба                                    | 17 июня 2014                                               | Республика Корея                                           | 1:1                                                        | —                                                          | —                                                          | —                                                          | 20                                                         | Финальные матчи ЧМ-2014                                    |
| 21                                                         | «Маракана», Рио-де-Жанейро                                 | 22 июня 2014                                               | Бельгия                                                    | 0:1                                                        | —                                                          | —                                                          | —                                                          | 20                                                         | Финальные матчи ЧМ-2014                                    |
| 22                                                         | «Арена Байшада», Куритиба                                  | 27 июня 2014                                               | Алжир                                                      | 1:1                                                        | —                                                          | —                                                          | —                                                          | 20                                                         | Финальные матчи ЧМ-2014                                    |
| 23                                                         | «Friends Arena», Стокгольм                                 | 9 октября 2014                                             | Швеция                                                     | 1:1                                                        | —                                                          | —                                                          | 88'                                                        | 20                                                         | Отборочные матчи ЧЕ-2016                                   |
| 24                                                         | «Эрнст Хаппель», Вена                                      | 15 ноября 2014                                             | Австрия                                                    | 0:1                                                        | —                                                          | —                                                          | 75'                                                        | 20                                                         | Отборочные матчи ЧЕ-2016                                   |

Итого: 24 матча / 4 гола; 12 побед, 8 ничьих, 4 поражения.

## Достижения
«Зенит»
- Чемпион России (3): 2010, 2011/12, 2014/15
- Серебряный призёр чемпионата России (2): 2012/13, 2013/14
- Бронзовый призёр чемпионата России (2): 2009, 2015/16
- Обладатель Кубка России (2): 2009/10, 2015/16
- Обладатель Суперкубка России (3): 2008, 2011, 2015
- Обладатель Кубка УЕФА: 2007/08
- Обладатель Суперкубка УЕФА: 2008